# Srijane
Srijane falu Horvátországban Split-Dalmácia megyében. Közigazgatásilag Omišhoz tartozik. 

## Fekvése
Splittől légvonalban 23, közúton 41 km-re keletre, községközpontjától légvonalban 8, közúton 33 km-re északkeletre, Gornja Poljicán, a mai Poljica, az egykori Poljicai Köztársaság északi részén, a Mosor-hegység északi lábánál fekszik. Területe a Cetina partjától és a Čikotina lađa átjárótól a Korena és az Oštra közötti völgyön át a hegység legmagasabb gerincéig terjed. Határában halad át az A1-es autópálya. Településrészei: Vela Njiva, Nečaj, Luke, Radovići, Končul, Zidina (Kupris) és Moljva.

## Története
Területe a középkorban része volt a 13. században alapított, úgynevezett Poljicai Köztársaságnak, mely tulajdonképpen egy jelentős autonómiával rendelkező kenézség volt. Poljica kezdetben a horvát-magyar királyok, majd 1444-től a Velencei Köztársaság uralma alá tartozott. Velence nagyfokú autonómiát biztosított a poljicai települések számára. Jogi berendezkedését az 1490-ben kibocsátott Poljicai Statutum határozta meg, mely egyúttal rögzítette határait is. Poljica 1537-ben került török uralom alá, ahol szintén bizonyos fokú önállóságot élvezett. A moreai háború idején szabadult fel a török uralom alól, melyet 1699-ben a karlócai béke szentesített. Ezután ismét velencei fennhatóság alá tartozott, de autonómiájának valamely szintjét végig megőrizte. Poljica önállóságát 1807-ben a bevonuló napóleoni francia csapatok szüntették meg. Napóleon lipcsei veresége után 1813-ban a Habsburgoké lett. 
Srijane alapításáról nincsenek pontos adatok, de valószínűsítik, hogy Boszniából és Hercegovinából a török hódítás elől menekülő horvátok népesítették be a 16. században. Ebből az időből származhat a plébániatemplom is, melyet 1625-ben az egyházlátogatáskor említenek először. A településnek 1857-ben 430, 1910-ben 666 lakosa volt. 1918-ban az új szerb-horvát-szlovén állam, majd később Jugoszlávia része lett. A II. világháború idején kisebb károkat szenvedett a horvát nemzeti erők és a partizánok közötti harcokban. Közelében ma is megtalálhatók egy lelőtt amerikai repülőgép maradványai. A háború után a szocialista Jugoszláviához került. 1991 óta a független Horvátországhoz tartozik. Az 1950-es évek óta lakossága folyamatosan csökkent. 2011-ben a településnek 270 lakosa volt.

## Lakosság
| Lakosság változása | Lakosság változása | Lakosság változása | Lakosság változása | Lakosság változása | Lakosság változása | Lakosság változása | Lakosság változása | Lakosság változása | Lakosság változása | Lakosság változása | Lakosság változása | Lakosság változása | Lakosság változása | Lakosság változása | Lakosság változása |
| ------------------ | ------------------ | ------------------ | ------------------ | ------------------ | ------------------ | ------------------ | ------------------ | ------------------ | ------------------ | ------------------ | ------------------ | ------------------ | ------------------ | ------------------ | ------------------ |
| 1857               | 1869               | 1880               | 1890               | 1900               | 1910               | 1921               | 1931               | 1948               | 1953               | 1961               | 1971               | 1981               | 1991               | 2001               | 2011               |
| 430                | 561                | 541                | 531                | 595                | 666                | 693                | 674                | 790                | 763                | 1.438              | 630                | 464                | 325                | 263                | 270                |

(1961-ig Donji Dolac lakosságának egy részét is ide számították.)

## Nevezetességei
- Szűz Mária Mennybevétele tiszteletére szentelt római katolikus plébániatemploma[4] Gornji Dolac és Srijane határán áll. Cupilli spalatói érsek 1709-ben az egyházlátogatáskor azt írja, hogy a templom újonnan épült, azonban tudható, hogy ekkor csupán a régi templom bővítése történt. 1625-ben Garzadori zárai érsek már említ ezen a helyen egy ugyanilyen titulusú templomot. A templom faragott kövekből épült, legrégibb része a mai sekrestye, mely az északi oldalkápolnából nyílik. Ez a kápolna a szakemberek szerint még a török hódítás előtti időben épült. A templom mai formáját 1934-ben nyerte el, amikor tíz méterrel hosszabbították meg és homlokzatára a harangok szintjén biforámás, felül piramisban végződő harangtornyot építettek. Az épületet 1982-ben megújították, akkor épült a mai kórus és készült el a szembemiséző oltár. A főoltáron látható, Mária mennybevételét ábrázoló kép F. Kayer munkája. A diadalív lábánál külön talapzaton Jézus Szíve és Szűz Mária, a főoltár két oldalán pedig Szent József és Szent Balázs szobrai láthatók. A templomban régi családi sírok találhatók bosnyák felirattal.
- A kuprisi Szent Lukács templomot[5] a 18. század elején említik először. A mező keleti oldalán álló templomról azt tartja a hagyomány, hogy a régi falu, a Selo területén épült. Selot később elhagyta a lakosság és a Cetinához közelebb telepedett meg. Az öregek e helyet még mindig így nevezik, máig fennmaradt a „Megyek Selora” kifejezés. A templomot egykor testvériség gondozta és fenntartásához földbirtokai is voltak. A templomnak kőből készült oltára van, mely a falhoz támaszkodik. Az épület durván faragott kövekből épült. A homlokzat közepén kerek ablak, felül pedig kis harangtorony látható benne egy haranggal. A templomot kőfal övezi.
- A Szent Antal templom[6] a mező északi részén, a Končul településrészen áll. 1748-ban említik először, Bizzi érsek látogatása idején, de valószínűleg ennél sokkal előbb építették. Faragott kövekből épített, kőlapokkal fedett, apszis nélküli épület. Kőből épített oltárán Páduai Szent Antal szobra áll. A homlokzat feletti harangtoronyban egy harang található. Szárazon épített kőfal keríti.
- A Keresztelő Szent János templom a Radovići településrészen áll. Ezt is 1748-ban említik először, egyúttal megjegyzik, hogy szőlőhegy tartozik hozzá. Felújításakor tetejét betonlapokra cserélték, kívül pedig fugázott kövekkel burkolták. Kőből épített oltárán Szent János szobra áll. A 18. században saját testvérisége gondozta és birtoka is volt.
- A Rózsafüzér királynője kápolna Nečaj településrészen áll. Karaman-Žuljević család családi kápolnája. Homlokzatának tetején kőkereszt található, teteje kőlapokkal fedett. Valószínűleg a 18. század közepén épült faragott kövekből. A korabeli egyházi vizitációk nem említik. A háború utáni időszakban hittanteremnek használták, illetve idős személyeknek tartottak alkalmi miséket benne.

## Gazdaság
A település területén a talaj nem eléggé termékeny, ezért lakosai csak házi szükségletekre tudnak termelni. A legfőbb kultúrnövény a szőlő, melyből főként bort készítenek. A második legjelentősebb kultúra a burgonya, mely jól tűri a terméketlen talajt. Ez nagyobb mennyiségben terem, így a környező települések számára is értékesítenek belőle. Terem még valamennyi kukorica, paradicsom és szilva, melyeket kizárólag saját szükségletre termelnek. Az állattenyésztés területén a leggyakoribb a kecske és a juh, emellett mintegy száz szarvasmarha is található a településen. Ezen kívül főként baromfi és valamennyi sertés nevelése is folyik. A fiatalok közül sokan járnak a közeli városokba, különösen Omišra és Splitre dolgozni. 

## Fordítás
Ez a szócikk részben vagy egészben  a   Srijane című horvát Wikipédia-szócikk ezen változatának fordításán alapul.  Az eredeti cikk szerkesztőit annak laptörténete sorolja fel. Ez a jelzés csupán a megfogalmazás eredetét és a szerzői jogokat jelzi, nem szolgál a cikkben szereplő információk forrásmegjelöléseként.